# Хартман, Андреас
Андреас «Анди» Ха́ртман (нем. Andreas "Andy" Hartmann, род. 29 января 1980 года, Хам, Швейцария) — швейцарский двоеборец, участник двух зимних Олимпийских игр.

## Спортивная биография
На молодёжном уровне Хартман показывал очень высокие результаты. Анди дважды стал серебряным и ещё дважды бронзовым призёром молодёжных чемпионатов мира 1997, 1998 и 1999 годов. 15 марта 1997 года Анди Хартман дебютировал в Кубке мира на этапе в норвежском Осло, причём дебют оказался сверхудачным. Юный швейцарец занял третье место, которое в итоге осталось единственным призовым место в рамках Кубка мира.
В 1998 году Хартман принял участие в своих первых зимних Олимпийских играх в Нагано. В личном первенстве Андреас провалил прыжковую часть, заняв лишь 38-е место, в результате чего отрыв от лидера составил почти 5 минут. В лыжной гонке швейцарский двоеборец смог улучшить свой результат и поднялся на итоговое 28-е место. В командных соревнованиях швейцарцы показали 7-й результат.
На зимних Олимпийских играх 2002 года Хартман выступил только в индивидуальных дисциплинах. В индивидуальной гонке после прыжков со среднего трамплина Анди занимал 9-е место с отставанием от лидера в 2 минуты 35 секунд. 15-километровая гонка не смогла существенно повлиять на распределение мест и Хартман остался на том же 9-м месте. В спринте после прыжков с большого трамплина швейцарец занимал лишь 18-е место, но по итогам гонки на 7,5 км ему удалось пробиться в десятку сильнейших и занять итоговое 8-е место.
Четырежды Хартман становился серебряным призёром и ещё дважды занимал третье место на этапах Кубка мира Б. В 2005 году швейцарский двоеборец завершил спортивную карьеру.